# جو بارتوچ
جو بارتوچ (به انگلیسی: Joe Bartoch) (زادهٔ ۳ ژانویهٔ ۱۹۸۳) شناگر اهل کانادا است.